# Myrmeleon timidus
Myrmeleon timidus är en insektsart som beskrevs av Gerstaecker 1888. Myrmeleon timidus ingår i släktet Myrmeleon och familjen myrlejonsländor. Inga underarter finns listade i Catalogue of Life.